# Rodolfo Torres
Rodolfo Andrés Torres Agudelo (* 21. März 1987 in Duitama) ist ein ehemaliger kolumbianischer Radrennfahrer.

## Karriere
Torres gelang sein erster internationaler Sieg 2010 auf einer Etappe der Vuelta Mexico. In den Jahren 2014 und 2015 fuhr er für das Professional Continental Team Colombia, für das er mit dem Giro d’Italia 2014 und der Vuelta a España 2015 seine ersten beiden Grand Tours bestritt und als 81. bzw. 32. beendete. Zur Saison 2016 wechselte er zur italienischen Mannschaft Androni Giocattoli-Sidermec, für die er 2017 die Gesamtwertung und eine Etappe der Tour of Bihor - Bellotto gewann. In seinem letzten Jahr bei diesem Radsportteam wurde er 59. des Giro d’Italia 2018.
2019 wechselte Torres zum UCI Continental Team Illuminate, für das er keine nennenswerten Ergebnisse erzielen konnte. Nach der Saison 2023 beendete er im Alter von 36 Jahren seine Karriere als Radrennfahrer.

## Erfolge
2010
- eine Etappe Vuelta Mexico

2017
- Gesamtwertung und eine Etappe Tour of Bihor - Bellotto

## Grand-Tour-Platzierungen
| Grand Tour            | 2014 | 2015 | 2016 | 2017 | 2018 |
| --------------------- | ---- | ---- | ---- | ---- | ---- |
| Giro d’ItaliaGiro     | 81   | –    | –    | –    | 59   |
| Tour de FranceTour    | –    | –    | –    | –    | –    |
| Vuelta a EspañaVuelta | –    | 32   | –    | –    | –    |